# Копчення
Ко́пчення, ву́дження, коптіння — форма консервування; поєднання дії фізичних і хімічних факторів, які використовують для консервації різних продуктів (м'яса, риби та інше), що піддаються хімічному впливу речовин, які містяться у димі. У процесі копчення відбувається часткове зневоднення продукту (підсушування) та просочення його димом. Останній — це дисперсна система (тверді частки розміром від 100 до 10 нм).
Процес копчення за допомогою «рідкого диму» є безпечнішим, ніж традиційне копчення відкритим димом.

## Способи копчення
Копчення – спосіб обробки харчових продуктів за допомогою диму, який збагачує їх унікальним смаком, ароматом та продовжує термін зберігання. За допомогою домашньої коптильні можна самостійно приготувати копчені делікатеси з риби, м'яса, птиці, овочів та навіть фруктів. Є два основних методи: гаряче та холодне. Зрозуміти, як правильно користуватися домашньою коптильнею не складно, проте це вимагає розуміння певних тонкощів.
Цей матеріал містить інформацію про те, як коптити в коптильні гарячого копчення та чим цей процес відрізняється від холодного методу, а також які є основні етапи та рекомендації для досягнення кращого результату.

## Як коптити в коптильні гарячого копчення
Гаряче копчення – метод обробки харчових продуктів димом за температури 190-225°C. При гарячому копченні продукти доходять до готовності, набуваючи насичений димний запах та смак. Цей метод ідеально підходить для м'яса, ковбас, шинки та буженини, даруючи їм насичені смакові ноти та соковитість.

### Як правильно користуватися коптильнею гарячого копчення
1. Підготовка продуктів. Перш ніж розбиратися, як коптити в коптильні гарячого копчення, потрібно вибрати та підготувати продукти. Для початку їх миють, обробляють (якщо потрібно) та маринують (за бажанням).
2. Підготовка коптильні. Нова коптильня не потребує особливої підготовки, достатньо перевірити її справність. Якщо вона вже використовувалася, потрібно переконатися, що всередині не залишилося нічого від попереднього приготування.
3. Приготування перед процесом копчення. Потрібно вибрати відповідне місце з гарною вентиляцією, підготувати щепу та розпалити вогонь.
4. Завантаження продуктів. Продукти потрібно розкласти всередині таким чином, щоб вони не торкалися один одного.
5. Підтримка температури. Налаштовують та підтримують необхідну температуру копчення згідно з вибраними інгредієнтами та рецептом.
6. Час копчення. Скільки та як коптити в коптильні гарячого копчення залежить від виду продуктів, їх розміру та бажаного результату (зазвичай від 30 хвилин до кількох годин).
7. Готовність. Продукти готові, коли вони набувають золотисто-коричневого кольору та пружної консистенції.

Використання різних видів щепи для копчення дозволяє отримати різні смакові відтінки. Перед використанням обов'язково ознайомтеся з інструкцією виробника. Коптильню не можна залишати без нагляду під час роботи.

## Як коптити в коптильні холодного копчення
Холодне копчення – метод приготування їжі за допомогою диму за температури не вище 30°C. Продукти протягом годин чи навіть діб вбирають ароматні ноти, зберігаючи свою ніжну текстуру та первозданну свіжість. Цей метод чудово підходить для риби, сирів, делікатних видів м'яса, надаючи їм вишукану елегантність.

### Як користуватися домашньою коптильнею холодного копчення
1. Підготовка продуктів. Продукти миють, обробляють (якщо необхідно) та солять (сухим чи мокрим способом).
2. Підготовка коптильні. Очищають коптильню від залишків попереднього копчення, замочують щепу для копчення (якщо використовується).
3. Розпалювання багаття. Розпалюють багаття чи готують електрокоптильню.
4. Завантаження продуктів. Розміщують продукти в коптильні, не допускаючи їх дотику один до одного.
5. Підтримка температури. Підтримують необхідний температурний режим протягом процесу копчення.
6. Час копчення. Кількість часу визначається типом продуктів, їх розмірами та очікуваним результатом.
7. Готовність. Продукти готові, коли вони стануть сухими та пружними, а на їхній поверхні з'явиться характерний золотистий відтінок.

Експерименти з рецептами дозволять створювати свої унікальні смаки. Холодне копчення – це довгий, але захопливий процес, який потребує терпіння та уваги. Використовуйте лише якісні продукти та щепу.

## Як використовувати коптильню: правила та рекомендації
Правила копчення – набір загальних інструкцій, які необхідно дотримуватись при копченні продуктів у домашніх умовах. Вони допоможуть забезпечити безпеку, отримати смачні та ароматні копченості, збільшити термін зберігання.

### Основні правила як коптити на коптильні
1. Використовувати лише свіжі та якісні продукти.
2. Ретельно мити та просушувати продукти перед копченням.
3. Маринувати продукти (за бажанням). Маринад надає копченостям смаку та аромату, допомагає зберегти їх соковитість.
4. Використовувати тільки якісну щепу для копчення. Щепа має бути з фруктових чи листяних дерев (яблуня, груша, дуб, вільха). Не використовувати хвойну щепу, оскільки вона може надати продуктам гіркого смаку.
5. Не перевантажувати коптильню. Продукти повинні вільно звисати чи лежати на решітці, не торкаючись один одного.
6. Слідкувати за температурою копчення.
7. Не залишати коптильню без нагляду.
8. Зберігати копченості в холодильнику. Термін зберігання до 3-5 днів для гарячого копчення, кілька місяців для холодного залежно від продукту.

### Рекомендації щодо того як готувати в коптильні
1. Експериментувати з різними типами щепи, маринадами, спеціями та травами.
2. Записувати свої рецепти, щоби згодом їх удосконалювати.
3. Купувати коптильню, яка відповідає потребам (розмір, матеріал, функції).

Можна знайти багато інформації про копчення, а також рецепти та поради від досвідчених коптильників в блоговій статті за посиланням: Гаряче та холодне копчення: відмінності у методах та впливі на смакові якості продуктів